# 三垟街道
三垟街道是中华人民共和国浙江省温州市瓯海区下辖的一个街道办事处。

## 历史沿革
明清时分属永嘉县膺符乡八都和德政乡十一、十三都。民国二十年始称三垟乡。1949年，属温州市。1950年改属永嘉县。1956年，将南田乡吕家岸、黄屿村和状元乡樟岙村并入。1958年称梧埏人民公社三垟管理区，划归温州市。1961年改称三垟人民公社。1981年12月，划归瓯海县。1983年6月复称三垟乡。2003年12月撤销乡建制，设三垟街道办事处。

## 行政区划
三垟街道下辖以下村级行政区划单位：
宪一社区、宪二社区、上垟社区、黄屿社区、垟河村、丹东村、黄屿村、园底村、张严冯村、吕家岸村、沙河村、上垟村、应潭村、池底村和樟岙村。